# Codonoblepharon peruvianum
Codonoblepharon peruvianum là một loài Rêu trong họ Orthotrichaceae. Loài này được (Sull.) A. Jaeger mô tả khoa học đầu tiên năm 1874.